# Кантри Клаб Естејтс (Џорџија)
Кантри Клаб Естејтс (енгл. Country Club Estates) насељено је место без административног статуса у америчкој савезној држави Џорџија.

## Демографија
По попису из 2010. године број становника је 8.545, што је 951 (12,5%) становника више него 2000. године.
| Група             | 2000.         | 2010.         |
| Белци             | 4.171 (54,9%) | 3.590 (42,0%) |
| Афроамериканци    | 2.954 (38,9%) | 3.983 (46,6%) |
| Азијати           | 83 (1,1%)     | 143 (1,7%)    |
| Хиспаноамериканци | 254 (3,3%)    | 650 (7,6%)    |
| Укупно            | 7.594         | 8.545         |